# Jon Ireland
Jon Ireland (Sydney, 26 settembre 1967) è un ex tennista australiano.

## Carriera
In carriera ha vinto un titolo di doppio, l'ATP Firenze nel 1994, in coppia con lo statunitense Kenny Thorne. Nei tornei del Grande Slam ha ottenuto il suo miglior risultato raggiungendo il secondo turno nel doppio agli Australian Open nel 1995 e nel 1997, all'Open di Francia nel 1995 e a Wimbledon sempre nel 1995.

## Statistiche

### Doppio

#### Vittorie (1)
| Numero | Anno           | Torneo               | Superficie  | Compagno     | Avversari in finale         | Punteggio |
| 1.     | 12 giugno 1994 | ATP Firenze, Firenze | Terra rossa | Kenny Thorne | Neil Broad Greg Van Emburgh | 7-6, 6-3  |

#### Finali perse (2)
| Numero | Anno           | Torneo               | Superficie  | Compagno         | Avversari in finale               | Punteggio |
| 1.     | 16 agosto 1992 | ATP Praga, Praga     | Terra rossa | Jonas Björkman   | Karel Nováček Branislav Stankovič | 5-7, 1-6  |
| 2.     | 16 luglio 1995 | Swedish Open, Båstad | Terra rossa | Andrew Kratzmann | Jan Apell Jonas Björkman          | 3-6, 0-6  |